# La increïble història de la pera gegant
La increible història de la pera gegant (danès: Den utrolige historie om den kæmpestore pære) és una pel·lícula d'animació danesa del 2017 dirigida per Amalie Næsby Fick, Jørgen Lerdam i Philip Einstein Lipski, basada en el llibre homònim de Jakob Martin Strid. S'ha doblat i subtitulat al català.
Es va estrenar a Dinamarca el 12 d'octubre de 2017 i es va convertir en la quarta pel·lícula danesa més vista de l'any amb 216.645 entrades venudes. A tot el món, va recaptar un total de 3 milions de dòlars. Fora de Dinamarca, els països amb més guanys van ser Noruega (1.394.046 dòlars), Corea del Sud (680.016 dòlars) i França (549.898 dòlars).
La pel·lícula va rebre crítiques generalment positives de la crítica, i va rebre diversos reconeixements i nominacions a Dinamarca: va ser nominada a quatre premis Robert, inclosa la categoria a millor pel·lícula danesa, però els guardons que va guanyar van ser els de millor pel·lícula infantil i millor guió adaptat.